# Quest
|  | Per a altres significats, vegeu «Quest (mòdul de l'ISS)». |

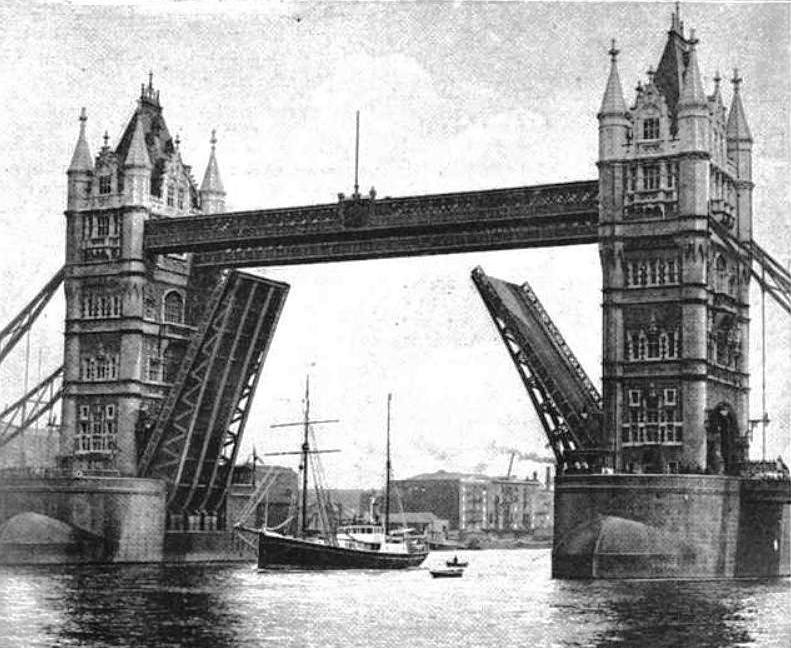
El Quest sota el Tower Bridge, Londres, 1921

El Quest fou un vaixell de vapor de baixa potència, aparellat com una goleta, que va navegar des de 1917 fins a enfonsar-se el 1962, conegut per haver estat el vaixell d'exploració polar de l'Expedició Shackleton-Rowett el 1921-1922. A bord seu hi va morir Sir Ernest Shackleton el 5 de gener de 1922 mentre estava al port de Grytviken a Geòrgia del Sud. Abans i després de l'expedició Shackleton-Rowett, el Quest va operar comercialment com a vaixell de cacera de foques. El Quest va ser també el vaixell primari de l'expedició britànica de la ruta aèria àrtica a la costa est de l'illa de Groenlàndia el 1930-1931.
El Quest feia 34 metres de llargada, tenia una mànega de 7,3 metres i un calat 3,7 metres. El vaixell s'ha estimat que desplaçava entre 209 i 214 tones brutes, possiblement a causa de les modificacions que va tenir el 1924.

## Expedició Shackleton-Rowett
El Quest va ser originalment construït a Risør, Noruega el 1917 amb casc de fusta, anomenat Foca I o Foca II, dissenyat per a caçar foques. Fou més tard el vaixell de l'Expedició Shackleton-Rowett entre 1921-1922. Va ser en aquest moment quan el vaixell va ser rebatejat com Quest per la senyora Emily Shackleton, esposa d'Ernest Shackleton, líder de l'expedició.
A compte del financer de l'expedició, John Quiller Rowett, el Quest va ser reparat per a l'expedició amb modificacions supervisades pel mestre de navegació Frank Worsley, incloent-hi la incorporació d'un pont i cabines per a la tripulació. Shackleton era un membre del Royal Yacht Squadron, i per això en aquest viatge el Quest va lluir el sufix RYS al seu nom i portava la White Ensign.
Navegant de Londres cap a l'oceà Antàrtic el 17 de setembre de 1921, el vaixell arribava a Georgia del Sud el 4 de gener de 1922 mentre es preparava per a entrar en aigües antàrtiques. La nit següent Shackleton, el comandant de l'expedició, moria dalt del vaixell mentre estava ancorat a Grytviken. Això acabava amb totes les perspectives de l'expedició desfent el seu programa original d'explorar la línia de costa antàrtica de Terra d'Enderby. Comandat per Frank Wild, el Quest va dur a terme un reconeixement inconnex de l'àrea del Mar de Weddell abans de retornar a l'Atlàntic Sud. El Quest va tocar l'arxipèlag de Tristan da Cunha a primers de maig, i a l'illa Inaccessible, l'ornitòleg Hubert Wilkins va prendre alguns Nesospiza wilkinsi.
L'expedició va tornar a Anglaterra el juny de 1922, amb resultats decebedors atribuïts al canvi de lideratge i a l'alcoholisme de Wild, i a les deficiències del Quest al gel del mar polar. El motor del vaixell amb poca potència va provocar dificultats contínues, i la quilla massa plana del vaixell el feia inapropiat per a utilitzar-se en mars glacials.

## Expedició britànica de la ruta aèria àrtica
El Quest va tornar a ser reparat a Noruega el 1924, recuperant el pont de comandament instal·lat per l'expedició Shackleton-Rowett per al seu ús a terra. El 1928 el vaixell reparat participava en l'operació de rescat dels supervivents de l'accident àrtic del dirigible Italia. El 1930, el vell vaixell descrit com de "mànega ampla, un xic rabassut, com si fossin cobertes apilades amb un motor", va servir com a vaixell primari de l'expedició i transport per als exploradors de l'Expedició Britànica de la Ruta Aèria Àrtica des de Londres a Groenlàndia oriental.

## Estat actual
El Quest va tornar a utilitzar-se com a vaixell comercial per a la cacera de foques a partir de 1930. Durant la Segona Guerra Mundial el vaixell de fusta es va fer servir com un dragamines i vaixell lleuger de càrrega. El petit vaixell retornava a la seva activitat habitual el 1946. El 5 de maig de 1962, mentre estava en una expedició de cacera de foques, el Quest va ser colpejat per gel i es va enfonsar davant la costa nord de Labrador. La tripulació va estar rescatada.
Les parts de l'anterior pont de comandament, incloent-hi les estances de Shackleton en 1921-1922, sobreviuen i, des de febrer de 2010 es varen restaurar a Sandefjord. La South Georgia Heritage Trust (SGHT) Noruega va anunciar plans de tornar la darrera estança de Shackleton a Gèorgia del Sud; la cabina es posarà al Museu de Geòrgia del Sud a Grytviken. La data projectada de trasllat i instal·lació és 2011-2012.
Un fons d'arxiu de 476 fotografies del Quest de l'expedició Shackleton-Rowett es conserva a la Biblioteca Estatal de Nova Gal·les del Sud a Sydney, Austràlia.